# Terítéken a nő
A Terítéken a nő (eredeti címe: Woman on Top) egy 2000-ben bemutatott amerikai romantikus fantasy filmvígjáték, amelyet Fina Torres rendezett. A produkció főszerepében Penélope Cruz, Murilo Benício és Harold Perrineau. 
A film premierjét 2000 májusában mutatták be a cannes-i filmfesztiválon, ahol az Un certain regard díjáért versenyzett. Az Egyesült Államokban szeptember 22-től vetítették a mozikban, Magyarországon 2001. április 5-től volt elérhető videokazettán.

## Cselekmény
Isabella szakácsnő Brazíliában és mozgásszervi betegségben szenved. A nőnek ezért mindig neki kell irányítania, ő maga vezet egy Vespát, és szex közben mindig ő van felül. Megismerkedik Toninho Oliveirával, aki egy tengerparti éttermet vezet, és feleségül megy hozzá. Kiválóan főz, és az étterem nagyon jól megy, azonban Toninho megcsalja egy másik nővel. Isabella ekkor elhagyja őt, és megkéri Yemaja istennőt (lásd: joruba vallás), hogy vessen véget szerelmüknek.
Isabella gyermekkori barátnőjéhez, a transznemű Monica Joneshoz költözik San Franciscóba, ahol főzést oktat. Cliff, egy televíziós producer, felfedezi a nő tehetségét, és főzőműsorra szerződteti a helyi televízióban, amit Isabella Monicával együtt vezet. Toninho étterme Isabella távozása után nem megy olyan jól, a férfi ezért Yemaja istennőt átkozza. Toninho San Franciscóba megy, hogy visszaszerezze Isabellát, és állást kap zenészként a műsorban. Míg Toninho próbálja visszanyerni Isabellát, a nő Cliffel flörtöl.
A tévécsatorna vezetősége ajánlatot tesz Isabellának, hogy több államban is sugározhassák a műsorát, de Monicát ki kell vennie ahhoz a show-ból. Isabella nem fogadja el az ajánlatot, és kilép, ahogy Toninho is. Miután bezárt az étterme, Toninho bocsánatot kér Yemajától, Isabella pedig rájön, hogy elvesztette főzési tehetségét, és nem tudja a férfit szeretni, amíg az istennő átka él. Toninho javasolja, hogy főzzenek valamit együtt, és újra egymásra találnak. A film végén új éttermet nyitnak, Monica pedig Cliff párjaként mutatkozik be.

## Szereplők
| Szerep            | Színész          | Magyar hangja   |
| ----------------- | ---------------- | --------------- |
| Isabella Oliveira | Penélope Cruz    | Tóth Ildikó     |
| Toninho Oliveira  | Murilo Benício   | Németh Kristóf  |
| Monica Jones      | Harold Perrineau | Bolba Tamás     |
| Cliff Lloyd       | Mark Feuerstein  | Forgács Péter   |
| Alex Reeves       | John de Lancie   | Várkonyi András |
| Rafi              | Wagner Moura     | n.a             |
| Claudia Hunter    | Ana Gasteyer     | Németh Kriszta  |
| tévérendező       | Anne Ramsay      | n.a             |
| Isabella anyja    | Eliana Guttman   | n.a             |
| Isabella apja     | Eduardo Mattedi  | n.a             |

## Fogadtatás
A film vegyes kritikákat kapott. A Rotten Tomatoeson 35%-os minősítést ért el 100 értékelés alapján, az összefoglaló szerint: „Penélope Cruz szépsége és bája ellenére a film túl langyos ahhoz, hogy románc legyen, és túl ostoba ahhoz, hogy hihető legyen. A film pedig túlságosan is a kedvünkre akar tenni egy olyan befejezéssel, amely inkább egy kibúvónak tűnik.” Roger Ebert szerint „Cruz végig varázslatos a filmben, de szépségének és bájának a klisék és elkerülhetetlen fejlemények nehéz vonatát kell húznia.” Kenneth Turan a Los Angeles Timestól azt írta: „A Terítéken a nő nem tudja felszolgálni a történetet, amely alig több, mint egy darabos, ötlettelen mesterkéltség.” Steve Murray az Atlanta Journal-Constitutiontől azt írta: „Rövid és kedves, alkalmas egy olyan randevúhoz, amely filmnézést és vacsorát is magában foglal.”
A MetaCritic 41 pontot adott a 100-ból 31 vélemény alapján. A Variety azt írta a filmről, hogy „egy fantasztikus tombolás lendületes tempóval, egzotikus helyszínekkel, ujjongó zenével, vonzó főszereplőkkel és pikáns főzési bemutatókkal.” Jay Carr a Boston Globe-tól azt írta: „[A film] egy romantikus tündérmese, amely könnyed és több szempontból is csábító, ha nem is éppen laktató.” Owen Gleiberman az Entertainment Weeklytől azt írta: „Olyan hangulatjavító íze van, mint egy hígított rummal és hamis gyümölcslével készült trópusi koktélnak.”
A Box Office Mojo szerint a film nyereséges volt. A 8 millió dolláros költségvetésre sikerült 10 millió dollárt bezsebelnie.

## Fontosabb díjak és jelölések
- 2000-es cannes-i filmfesztivál: Un Certain Regard-díj (jelölés)